# ギャガ
ギャガ株式会社（英: GAGA CORPORATION）は、日本の映画配給会社。日本国外からの映画の買い付けや版権の管理を行っている。旧社名は株式会社ギャガ・コミュニケーションズ（英: GAGA communications inc.）。

## 沿革
- 1986年（昭和61年）1月28日 - 赤井電機に在籍した藤村哲哉が海外映像ソフトの輸入販売を目的として、東京都港区浜松町に株式会社ギャガ・コミュニケーションズを設立[2]。
- 1987年（昭和62年）
  - 4月 -  ギャガ第1回映画配給作品『彼と彼―とても大きな水しぶき』劇場公開
  - 4月 -  アメリカ合衆国ロサンゼルス市に米国事務所を設立
  - 11月 -  ビデオ業界誌「月刊ビデオ・インサイダー・ジャパン」創刊
- 1988年（昭和63年）8月 -  第1回自社製作アメリカ映画『ジッターズ』完成
- 1991年（平成3年）
  - 9月 - カルチュア・コンビニエンス・クラブ株式会社と資本提携
  - 12月 - 第1回自社製作邦画作品『ゼイラム』劇場公開
- 1997年（平成9年）11月 - デジタル衛星放送への番組供給を目的として、東京都港区に100％出資子会社株式会社カミングスーン・ティービーを設立。
- 1999年（平成11年）8月 - 音楽著作権の管理を目的として、東京都港区に100％出資子会社の音楽出版社である株式会社ギャガ・ ミュージックを設立
- 2000年（平成12年）6月 - 出版部門を分社化し、東京都港区に100％出資子会社株式会社ギャガ・パブリッシングを設立。
- 2001年（平成13年）6月 - ヘラクレス（旧：ナスダックジャパン）に上場。
- 2002年（平成14年）
  - 4月 - 子会社カミングスーン・ティービーが子会社ギャガ・パブリッシングを吸収合併し、株式会社ギャガ・クロスメディア・マーケティングに社名を変更
  - 12月 - 子会社ギャガ・クロスメディア・マーケティングが角川書店からキネマ旬報社の発行済株式の81％を取得し子会社化。1994年の『マスク』以降、『セブン』『グリーンマイル』『ハンニバル』などの大ヒット作を配給し[2]、"インデペンデント系配給会社の雄"に躍進したが[2]、新興のギャガが作品を獲得するためには、競合する大手配給会社を上回る金額を提示しなければならず、ギャガの進出が洋画の買い付け金額の高騰を招いた[2]。
- 2004年（平成16年）
  - 7月 - アイ・エム・ジェイ、角川映画、カルチュア・コンビニエンス・クラブと共同出資で、ブロードバンド配信事業者向けに映像コンテンツを提供するコンテンツプロバイダー企業株式会社BBBを設立[3]
  - 10月 - 子会社キネマ旬報社が、映画関連シンクタンク「キネマ旬報映画総合研究所」を設立
- 2005年（平成17年）1月19日 - 株式会社有線ブロードネットワークス（現・USEN）、依田巽、株式会社レントラックジャパンを割当先とした第三者割当増資の実施し、USENの連結子会社となる。
- 2006年（平成18年）
  - 5月 - アニメ製作を開始
  - 7月 - 版権事業において、DVD/ビデオ自社販売部門を設立
  - 9月25日 - 子会社のギャガ・クロスメディア・マーケティングの保有全株式をUSENに譲渡。
  - 10月11日 - ヘラクレス上場廃止。
  - 10月16日 - 株式交換によりUSENの完全子会社となる[2]。
- 2008年（平成20年）
  - 3月、松竹との共同配給だった『ライラの冒険 黄金の羅針盤』は、興収100億円を目指していたが、35億円と目標と大きく乖離する結果に終わり、他社の倍の20数億円で日本での配給権を買っていたため、大打撃を受けた[2]。
  - 4月16日 - 邦画の製作・洋画の買い付け事業からの撤退を表明[2]。
  - 9月1日、映画の買い付け・製作・出資事業を宇野康秀社長のプライベートカンパニー株式会社ユーズフィルムへ移行[2]。
- 2009年（平成21年）
  - 7月22日 - 株式会社USENと株式会社アルメックスが保有する全株式を依田巽のプライベートカンパニーティー ワイ リミテッドおよび木下グループのキノシタ・マネージメントが2億円で取得（負債は約70億円）[4]。過去にも経営に参加していた依田が代表取締役会長兼社長CEOに就任。
  - 9月1日 - 社名をギャガ株式会社と変更し、社屋を南青山にある親会社の持ちビルへ移転。
- 2014年（平成26年）11月14日 - 主要株主の異動により、株式保有比率は、株式会社ティーワイリミテッド55%、依田巽45%となる。
- 2016年（平成28年）7月29日 - ハウステンボス株式会社、株式会社クリーク･アンド･リバー社を引受 先とする第三者割当増資（金額非公開）を実施。ハウステンボスが筆頭株主となる。
- 2019年（平成31年）
  - 3月27日 - 東宝東和とギャガが共同配給契約を結び、2019年以降のDWA制作の全作品が日本でも劇場配給される事を発表[注 1][5]。
  - 4月1日 - アニメ事業部 アニメ事業グループを社内カンパニー「ギャガ・アニメーションズ・カンパニー」とする。
- 2023年（令和5年）
  - 11月13日 - 株式会社エイチ・アイ・エス及び株式会社クリーク・アンド・リバー社が保有する全株式を株式会社ティー ワイ リミテッドが譲受
  - 11月30日 - 株式会社ティー ワイ リミテッドが保有する全株式を株式会社GENDAが取得し、株式会社GENDAの子会社となる[6]。

## 配給作品
- 死霊の盆踊り（初めて配給した映画）
- マスクシリーズ（第2作は東映と共同配給）
- エコエコアザラクシリーズ
- セブン
- エンド・オブ・デイズ（東宝東和と共同配給）
- グリーンマイル
- ハンニバル
- クリムゾン・リバーシリーズ（第2作はアスミック・エースと共同配給）
- ファイナル・デスティネーションシリーズ（4作目まで配給）
- オースティン・パワーズゴールドメンバー（1作目は松竹富士、2作目はヘラルド配給）
- A・LI・CE
- とび★うおーず
- シカゴ
- キル・ビル
- ROCKERS
- 華氏911
- ヴァン・ヘルシング
- オペラ座の怪人
- レーシング・ストライプス（松竹と共同配給）
- サハラ 死の砂漠を脱出せよ
- 皇帝ペンギン
- シン・シティシリーズ
- 私の頭の中の消しゴム
- PROMISE（ワーナー・ブラザースと共同配給）
- バックダンサーズ!
- 地下鉄に乗って（松竹と共同配給）
- 手紙
- イーオン・フラックス
- 天国は待ってくれる（松竹と共同配給）
- バベル
- パフューム ある人殺しの物語
- プレステージ
- 初恋
- シッコ
- アース
- ライラの冒険 黄金の羅針盤（松竹と共同配給）
- ぼくたちと駐在さんの700日戦争
- ランボー 2シリーズ
- 僕の彼女はサイボーグ
- ホット・ファズ -俺たちスーパーポリスメン!-（北米ではユニバーサル・ピクチャーズが配給）
- クライマーズ・ハイ（東映と共同配給）
- セックス・アンド・ザ・シティ
- センター・オブ・ジ・アース
- チェ 28歳の革命 / 39歳 別れの手紙（日活と共同配給）
- スラムドッグ$ミリオネア
- バーン・アフター・リーディング（日活と共同配給）
- アイ・カム・ウィズ・ザ・レイン
- MW -ムウ-
- 私の中のあなた
- スペル
- 天使の恋
- オーシャンズ
- コララインとボタンの魔女
- 第9地区（ワーナー・ブラザースと共同配給）
- 東京島
- キス&キル
- 白夜行
- 英国王のスピーチ
- ザ・ファイター
- 三銃士/王妃の首飾りとダ・ヴィンチの飛行船
- マジック・ツリーハウス
- ヒミズ
- マーガレット・サッチャー 鉄の女の涙
- アーティスト
- 裏切りのサーカス
- 最強のふたり
- 白雪姫と鏡の女王
- LOOPER/ルーパー（ポニーキャニオンと共同配給）
- ゼロ・ダーク・サーティ
- 美女と野獣
- 海街diary（東宝と共同配給）
- シーズンズ 2万年の地球旅行
- キング・オブ・エジプト
- ラスト・ナイツ (KIRIYA PICTURESと共同配給)
- ラ・ラ・ランド（ポニーキャニオンと共同配給）
- 劇場版 FAIRY TAIL -DRAGON CRY-
- 三度目の殺人（東宝と共同配給）
- 万引き家族
- 若おかみは小学生!
- 華氏119
- 映画コラショの海底わくわく大冒険!
- グリーンブック
- ビリーブ 未来への大逆転
- 映画 賭ケグルイ
- 真実
- ぼくらの7日間戦争（KADOKAWAと共同配給）
- ヒックとドラゴン 聖地への冒険（東宝東和と共同配給）
- 三島由紀夫vs東大全共闘〜50年目の真実〜
- トロールズ ミュージック★パワー（東宝東和と共同配給）
- きみの瞳が問いかけている
- 新感染半島 ファイナル・ステージ
- ミナリ
- JUNK HEAD
- 映画 賭ケグルイ 絶体絶命ロシアンルーレット
- スーパーノヴァ
- 元カレとツイラクだけは絶対に避けたい件
- リョーマ! The Prince of Tennis 新生劇場版テニスの王子様
- 殺人鬼から逃げる夜
- リスペクト
- アイス・ロード
- ボス・ベイビー ファミリー・ミッション（東宝東和と共同配給）
- レイジング・ファイア
- コーダ あいのうた
- ザ・ユナイテッド・ステイツ vs. ビリー・ホリデイ
- オペレーション・ミンスミート -ナチを欺いた死体-
- TITANE/チタン
- 今はちょっと、ついてないだけ
- ハッチング -孵化-
- 流浪の月
- ベイビー・ブローカー
- わたしは最悪。
- キャメラを止めるな!
- 海上48hours -悪夢のバカンス-
- プアン/友だちと呼ばせて
- 異動辞令は音楽隊!
- バッドガイズ（東宝東和と共同配給）
- エブリシング・エブリウェア・オール・アット・ワンス
- 長ぐつをはいたネコと9つの命（東宝東和と共同配給）
- 野生の島のロズ（東宝東和と共同配給）

## テレビアニメ
前述のとおり、2019年4月期より社内カンパニー「ギャガ・アニメーションズ・カンパニー」が手掛けることとなる（下記9作品は前身のアニメ事業部 アニメ事業グループが製作に携わったもの）。
- レガリア The Three Sacred Stars
- フリップフラッパーズ
- ゼロから始める魔法の書
- 天使の3P!
- このはな綺譚
- うちのウッチョパス
- 若おかみは小学生!
- 鹿楓堂よついろ日和
- CONCEPTION
- NIGHT HEAD 2041